# Perfect Darkness
Perfect Darkness – album studyjny brytyjskiego muzyka i wokalisty Finka, wydany 13 czerwca 2011 roku nakładem wytwórni płytowej Ninja Tune. Utwory na album napisali Blair MacKichan, Guy Whittaker, Matthew Kelly, Michael Flury, Tim Thornton oraz sam wokalista.
Album dotarł do 6. miejsca brytyjskiego zestawienia UK Indie Breakers Chart, 149. pozycji francuskiej listy prowadzonej przez Syndicat national de l'édition phonographique oraz 32. miejsca w holenderskim notowaniu albumów MegaCharts.

## Lista utworów
Opracowano na podstawie materiału źródłowego.
1. „Perfect Darkness” – 6:39
2. „Fear Is Like Fire” – 3:58
3. „Yesterday Was Hard on All of Us” – 4:55
4. „Honesty” – 3:33
5. „Wheels” – 3:04
6. „Warm Shadow” – 5:47
7. „Save It for Somebody Else” – 3:49
8. „Who Says” – 5:04
9. „Foot in the Door” – 5:03
10. „Berlin Sunrise” – 4:04